# Virgen
Virgen è un comune austriaco di 2 198 abitanti nel distretto di Lienz, in Tirolo. Sorge nella valle Virgental.